# Manapa-Tarḫunta
Manapa-Tarḫunta (auch Manaba-Tarḫunta oder Manabatarḫunta, luwisch: „Tarḫunt sieht ihn“) war ein König des Šeḫa-Flusslandes Ende des 14. Jahrhunderts v. Chr. und Anfang des folgenden Jahrhunderts.
Manapa-Tarḫunta war der Sohn von Muwawalwi und wurde nach dessen Tod von seinen Brüdern vertrieben, worauf Ura-Tarḫunta König wurde. Er floh ins Land Karkiša und wurde dann mit Hilfe der Hethiter von Arnuwanda II. in seine Herrschaft als König von Šeḫa eingesetzt. Als Muršili II. gegen Arzawa zog, schlug sich Manapa-Tarḫunta auf die Seite von Uḫḫaziti, dem Usurpator von Arzawa. Nur mit Mühe und unter Bitten seiner betagten Mutter gelang es ihm nach der Unterwerfung von Arzawa, sich der Strafe Muršilis zu entziehen, der ihn schließlich als Vasallenkönig von Šeḫa vereidigte.
Aus dem sogenannten Manapa-Tarḫunta-Brief  (CTH 191), den er an Großkönig Muwatalli II. (ca. 1294–1272 v. Chr.) schrieb, geht hervor, dass ein hethitisches Heer unter Führung eines gewisse Gaššu durch sein Land oder an diesem vorbei zog, um nach Wiluša zu gelangen. Ob der Grund des militärischen Einschreitens eine Aktion durch den Rebellen Piyamaradu war, z. B. eine Besetzung Wilusas, ist unsicher. Zwar kommen im folgenden Text Aktivitäten Piyamaradus ausführlich zur Sprache, jedoch wird er im Absatz zu Wilusa, der zudem durch einen Paragraphenstrich von den folgenden Schilderungen getrennt ist, nicht genannt, zumindest hat sich sein Name nicht erhalten. Obwohl Manapa-Tarḫunta als Vasall zum Stellen von Truppen verpflichtet war, beteiligte er sich nicht an diesem Feldzug und führt im Brief als Grund eine ernste Erkrankung an. Anschließend berichtet Manapa-Tarḫunta von einer schweren Demütigung durch Piymaradu. Daraus wird zuweilen eine schwere militärische Niederlage abgeleitet, die Manapa-Tarḫunta gegen Piyamaradu erlitt, sicher aus dem Text hervor geht aber nur, dass Piyamaradu seinen (zumindest zukünftigen) Schwiegersohn Atpa aus Millawanda dem Manapa-Tarḫunta vorangestellt, Atpa also offenbar zeitweise de facto zum Herrscher über das Šeḫa-Flussland bestimmt, dem sich Manapa-Tarḫunta unterzuordnen hatte. Dem Brief ist ferner zu entnehmen, dass Piyamaradu mit Unterstützung Atpas von der zu Šeḫa gehörenden Insel Lazpa (Lesbos) Sarapitu, wohl Priester oder Handwerker, nach Itamar Singer Purpurfärber, nach Millawanda entführte.
Manapa-Tarḫunta wurde schließlich noch durch Muwatalli abgesetzt. An seiner Stelle wurde Manapa-Tarḫuntas Sohn Mašturi als neuer Vasallenkönig von Šeḫa vereidigt. Der Zeitpunkt des Thronwechsels ist allerdings nicht genau bestimmbar. Beckman, Brye und Cline nehmen an, dass Manapa-Tarḫunta bald nach Verfassen des Briefs durch Muwatalli II. abgesetzt wurde, da er gealtert war, seinen Pflichten (Beteiligung am Eingreifen in Wiluša) nicht nachkam und sich nun auch als schwerkrank bezeichnete. Muwatalli habe jedoch einen starken Vasallenkönig in dieser Region benötigt.